# Jhanjharpur
Jhanjharpur is een notified area in het district Madhubani van de Indiase staat Bihar. 

## Demografie
Volgens de Indiase volkstelling van 2001 wonen er 24.102 mensen in Jhanjharpur, waarvan 52% mannelijk en 48% vrouwelijk is. De plaats heeft een alfabetiseringsgraad van 40%. 